# Maru Yamayusa
Maru Yamayusa (Bogotá, 21 de noviembre, de 1951) es una actriz colombiana de origen Bogotano  cuyo bisabuelo era japonés. Interpretó a Josefa Chivatá, la empleada de la familia Vargas en la serie Dejémonos de vainas y en 2022 participó en la serie de canal RCN (dejémonos de vargas).

## Trayectoria
En 1981, después de estudiar actuación en la Escuela Nacional de Arte Dramático, se le presentó la oportunidad cuando la actriz principal de Los de al lado no llegó y la pusieron a improvisar. Su papel fue tan bueno, que ese capítulo marcó el índice de audiencia más alto en la historia del programa. Fue entonces cuando Bernardo Romero decidió crearle el personaje de Josefa. Por su interpretación,  Maru obtuvo dos premios TV y Novelas y un espacio en la memoria de la gente.
Desde 1998 dedica buena parte de sus esfuerzos a la fundación familiar Benjumea Yamayusa, que presenta obras de orientación para los jóvenes sobre las adicciones. También promueve espectáculos para empresas y monta sus propias obras de teatro. En 2006, participó en Sábado espectacular y la telenovela Lorena, de RCN, pero dos complejas cirugías de banda y bypass gástrico la alejaron por un año de la escena. En 2008 se presentó en Bogotá y Cali con la obra Una viuda con ganas.

## Filmografía

### Televisión
| Año       | Título                     | Personaje            | Cadena             |
| --------- | -------------------------- | -------------------- | ------------------ |
| 1973-1989 | Dialogando                 |                      |                    |
| 1977      | Embrujo Verde              |                      | Primera Cadena     |
| 1981      | Hato Canaguay              |                      | Primera Cadena     |
| 1980      | Rasputín                   |                      | Primera Cadena     |
| 1984-1998 | Dejémonos de vainas        | Josefa Chivatá       | Cadena Dos         |
| 1984-1988 | El cuento del domingo      | Episódicos           | Cadena Dos         |
| 2002      | El precio del silencio     | Señora Botero        | Canal RCN          |
| 2006      | Floricienta                | Reclusa (1 episodio) | Canal RCN          |
| 2009      | El último matrimonio feliz | Enfermera de Yorley  | Canal RCN          |
| 2010      | Tu voz estéreo             |                      | Caracol Televisión |
| 2015      | Las hermanitas Calle       | Profesora Regina     | Caracol Televisión |
| 2022-2023 | Dejémonos de Vargas        | Josefa Chivatá       | Canal RCN          |

## Programas
| Año       | Título                 | Rol               | Cadena    |
| --------- | ---------------------- | ----------------- | --------- |
| 2003-2005 | Sábados espectacular   | Varios personajes | Canal RCN |
| 2019      | Masterchef Celebrity 2 | Participante      | Canal RCN |

## Cine
| Año  | Título                | Rol           |
| ---- | --------------------- | ------------- |
| 2014 | Nos vamos pal mundial | Doña Lucrecia |

## Teatro
| Año  | Título                                          |
| ---- | ----------------------------------------------- |
| 1999 | Venecia                                         |
| 2008 | Una viuda con ganas                             |
| 2015 | Caliente, caliente: El Show de las Menopaúsicas |

## Premios y nominaciones

### Premios TVyNovelas
| Año  | Categoría           | Telenovela o Serie  | Resultado |
| ---- | ------------------- | ------------------- | --------- |
| 1999 | Mejor Actriz Cómica | Dejémonos de vainas | Nominada  |
| 1998 | Mejor Actriz Cómica | Dejémonos de vainas | Nominada  |
| 1997 | Mejor Actriz Cómica | Dejémonos de vainas | Ganadora  |
| 1996 | Mejor Actriz Cómica | Dejémonos de vainas | Ganadora  |